# Венона (округ Монтгомери, Илиноис)
Венона (енгл. Wenonah) град је у америчкој савезној држави Илиноис.

## Демографија
По попису из 2010. године број становника је 37, што је 7 (-15,9%) становника мање него 2000. године.
| Група             | 2000.       | 2010.       |
| Белци             | 44 (100,0%) | 37 (100,0%) |
| Афроамериканци    | 0 (0,0%)    | 0 (0,0%)    |
| Азијати           | 0 (0,0%)    | 0 (0,0%)    |
| Хиспаноамериканци | 0 (0,0%)    | 0 (0,0%)    |
| Укупно            | 44          | 37          |